# Scotopteryx confluens
Scotopteryx confluens là một loài bướm đêm trong họ Geometridae.